# 地球事変
『地球事変』（ちきゅうじへん）は、2017年1月10日にリリースされた、日本の音楽グループレペゼン地球の1枚目のオリジナルアルバム。発売元はLifeGroup。レペゼン地球にとって初めてのアルバムである。

## 概要
2015年、レペゼン地球のリーダーであるDJ社長がDJBANBAN・DJふぉいを呼び、レペゼン地球を結成。その後、DJBANBANが脱退し入れ替わりの形でDJ銀太が加入。Youtube上で曲を発表し「YSP」で知名度を上げ、そこから順番にリリースされた13曲を収録したのが今作。2017年1月10日リリース。CDは1000枚限定で販売された。
全楽曲のMVが2ndアルバム「地球乱ド」にて付属のDVDに収録、公式Youtubeチャンネルでも公開されている。
各定額制音楽配信サービスでもシングルと共に配信されている。

## 収録曲
| #         | タイトル                                                                                         | 作詞  | 作曲・編曲 | 時間 |
| --------- | ------------------------------------------------------------------------------------------------ | ----- | ---------- | ---- |
| 1.        | 「5454 (Jihen Ver)」(シングル版の「5454」とは異なったアレンジがされている。)                     |       |            | 4:08 |
| 2.        | 「YSP」                                                                                          |       |            | 3:07 |
| 3.        | 「カットバセ」                                                                                   |       |            | 6:19 |
| 4.        | 「オフコース」                                                                                   |       |            | 3:58 |
| 5.        | 「グリンピース」(メンバー曰く「思い入れのある楽曲」。)                                           |       |            | 4:01 |
| 6.        | 「Bounce Time」                                                                                  |       |            | 3:56 |
| 7.        | 「okawari」(「YSP」のアンサーソングとして作成された楽曲。)                                       |       |            | 2:42 |
| 8.        | 「パチンカス」                                                                                   |       |            | 3:29 |
| 9.        | 「テキ乱」                                                                                       |       |            | 3:26 |
| 10.       | 「福岡事変」(本アルバムのリード曲。メンバーの地元である福岡について歌った曲。)                   |       |            | 3:24 |
| 11.       | 「リメンバー」                                                                                   |       |            | 4:30 |
| 12.       | 「LifeSong」                                                                                     |       |            | 4:24 |
| 13.       | 「ジェニファーランド」(ジェニファー(びっくりチキンのサンプリング)のソロ曲。一応歌詞が存在する。) |       |            | 3:29 |
| 合計時間: | 合計時間:                                                                                        | 50:53 |            |      |

また、CD版ではサンプリング曲「8小節ゲーム」が収録されているが、楽曲配信サービスなどでは配信されていない。なお、かつては公式チャンネルで公開されていた(現在も第三者により再投稿された動画で閲覧可能)。また、後にリメイクされて18thシングル「8小節ゲーム (改)」としてリリースされたほか、2020年8月29日にYoutubeで行われた5周年ライブでは同曲をアレンジしたスペシャルバージョンが披露された。